# The Event
The Event (tipograficamente estilizado THE EVƎNT) é uma série dramática norte-americana, criada por Nick Wauters para o canal americano NBC. No dia 7 de maio de 2010, o piloto de The Event foi aceito pela NBC para integrar a programação do canal americano no segundo semestre de 2010. A NBC cancelou o seriado em 13 de Maio de 2011.

## Enredo
O programador de computadores Sean Walker (Jason Ritter) e sua namorada Leila Buchanan (Sarah Roemer) viajam em um cruzeiro pelo Caribe. Durante a viagem, Leila desaparece misteriosamente, levando Sean a investigar o caso por conta própria.
Enquanto isso, o novo presidente dos Estados Unidos, Elias Martinez (Blair Underwood), é informado sobre a existência de uma prisão no Monte Inostranka, no Alasca. Lá vivem os sobreviventes de um acidente aéreo no fim da Segunda Guerra Mundial.
Mantidos no Monte Inostranka pelo governo americano, esses prisioneiros possuem características sobre-humanas. Auxiliado pela líder da prisão, Sophia Maguire (Laura Innes), o presidente Martinez decide libertá-los. Mas seus planos são interrompidos quando ele sofre uma tentativa de assassinato.
Na busca por informações sobre o paradeiro de Leila, Sean acaba descobrindo o que parece ser uma conspiração contra o presidente Martinez e seu sogro, Michael Buchanan (Scott Patterson), parece estar fazendo parte desse complô.

## Elenco fixo
- Jason Ritter interpreta Sean Walker, considerado um cara comum, com estilo geek, Sean é programador de videogames e já foi hacker. Inclusive, ele já invadiu o sistema de computadores do pentagono quando era adolescente.
- Sarah Roemer interpreta Leila Buchanan, a namorada de Sean. Leila é formada em Bioquímica no MIT, onde eles se conheceram. Seu desaparecimento faz Sean se envolver no que parece ser uma conspiração.
- Laura Innes interpreta Sophia Maguire, a representante dos detentos do Monte Inostranka. Seu objetivo é convencer o presidente Martinez a desativar a prisão.
- Ian Anthony Dale interpreta Simon Lee, um agente da CIA indicado para investigar o caso dos detentos do Monte Inostranka, com acesso ao presidente e ao diretor Sterling.
- Scott Patterson interpreta Michael Buchanan, o pai de Leila. Sean descobre que ele pode ter algo a ver com a tentativa de assassinato do presidente Martinez.
- Taylor Cole interpreta Vicky Roberts, uma mulher que Sean e Leila conhecem durante uma viagem em um cruzeiro no Caribe. Mais tarde é revelado que ela é uma assassina que anteriormente trabalhou na CIA. Vicky sequestra Leila durante o caribe.
- Lisa Vidal interpreta Christina Martinez, a Primeira-dama dos Estados Unidos.
- Bill Smitrovich interpreta Raymond Jarvis, o Vice-presidente dos Estados Unidos. Mais tarde é revelado que ele faz parte de uma conspiração contra o Presidente dos Estados Unidos.
- Clifton Collins Jr. interpreta Thomas Maguire, o filho de Sophia. Vilão que pretende dominar a Terra com a ajuda dos seus semelhantes que estão por vir do seu planeta natal.
- Željko Ivanek interpreta Blake Sterling, um agente da CIA nomeado pelo presidente Martinez o novo Diretor da Inteligência Nacional dos Estados Unidos.
- Blair Underwood interpreta o Presidente dos Estados Unidos Elias Martinez. Recém-eleito presidente , Martinez possui alta popularidade no país e no mundo, e é filho de refugiados cubanos. Preza pela honestidade e quer ser um presidente inovador.

## Elenco recorrente
- Heather McComb interpreta Agente Angela Collier, uma agente do FBI destinada a prender Sean Walker. Inicialmente, a Agente Collier acha que as afirmações sobre o desaparecimento de Leila são coisas da cabeça de Sean, mas depois começa a acreditar nele.
- D. B. Sweeney interpreta Carter, um homem que trabalhava com Vicky para sequestrar Leila.
- Hal Holbrook interpreta James Dempsey, um homem misterioso, chefe de Vicky e Carter e está no topo da conspiração. É revelado que ele consegue mudar o rosto e parecer mais novo. Ele faz parte de uma antiga raça que está lutando contra os aliens por três milênios. Ele se suicida para motivar Sean a derrubar Sophia.
- Clea DuVall interpreta Maya, uma alien que precisou matar seu namorado William pelo fato dele ter contado detalhes sobre os detidos em Inostranka. Mais tarde, foi morta ao tentar libertar Sterling de sequestro comandado por Tomas, filho de Sophia.

## Lançamento
A partir de 20 de setembro de 2010, a série é apresentada todas as segundas-feiras às 21 horas, após a série Chuck.
A estreia brasileira foi no dia 18 de outubro às 22 horas, no canal Universal Channel. Como parte da estratégia de divulgação, o canal produziu o site Qual a Sua Teoria?, em que os espectadores podem enviar suas próprias teorias sobre The Event e compartilhá-las em redes sociais e no dia 2 de outubro às 22 horas começou a ser exibido pelo Syfy Brasil.
Em Portugal, a estreia aconteceu no videoclube da ZON em 22 de setembro de 2010, apenas 48 horas após a estreia nos Estados Unidos. A série será também transmitida a partir de 6 de outubro, às 22h30, no canal MOV.

## Continuidade
No dia 13 de maio. de 2011 os principais canais aberto de TV dos Estados Unidos divulgaram suas novas séries e as que seriam canceladas. A emissora NBC, responsável por The Event decidiu cancelar a série, não renovando o contrato para uma 2ª temporada. A decisão deixou os fãs decepcionados, a despeito do que aconteceu com outra série, Flash Forward, que também foi cancelada.

## Guia de Episódios

### 1ª Temporada
- Episódio 01 - Eu Não Lhe Contei Tudo
- Episódio 02 - Para nos Manter a Salvo
- Episódio 03 - Protegê-los da Verdade
- Episódio 04 - Questão de Vida e Morte
- Episódio 05 - Vítimas de Guerra
- Episódio 06 - Lealdade
- Episódio 07 - Eu Sei Quem Você É
- Episódio 08 - Para o Bem do Nosso País
- Episódio 09 - O Seu Mundo Para Ocupar
- Episódio 10 - Tudo Vai Mudar
- Episódio 11 - E Então Havia Mais
- Episódio 12 - Inostranka
- Episódio 13 - Reviravolta
- Episódio 14 - Uma Mensagem de Volta
- Episódio 15 - Confronto
- Episódio 16 - Você Enterra Outras Coisas Também
- Episódio 17 - Cortando a Cabeça
- Episódio 18 - Tensão
- Episódio 19 - Nós ou Eles
- Episódio 20 - Um Viverá, Um Morrerá
- Episódio 21 - O Início do Fim
- Episódio 22 - Chegada